# 西田梨沙
西田 梨沙（にしだ りさ、本名同じ　1985年10月15日 - ）は、埼玉県比企郡嵐山町出身の演歌歌手。ウイングジャパン事務所所属。血液型A型。

## 概要
- 嵐山町立菅谷小学校、嵐山町立菅谷中学校、埼玉県立滑川高等学校卒業
- 2005年9月　第一回ウイングジャパン主催　里村龍一杯入賞、作詞家　里村龍一に師事[1]
- 2005年11月　ボイストレーニングを星野麻衣子に師事[1]
- 2007年1月1日　ガーラミュージックエンタテインメントより「椿宿／ヨカヨ屋久島」を発売
- 2009年8月5日　ウイングジャパンより「ふたり川／面影のひと」で全国デビュー[1]

## 人物・エピソード
- 埼玉県の自宅にカラオケスタジオがある。そこには昔から毎日のように多くの人が集い、カラオケパーティが開かれていた。

そのため、幼少期から自然に音楽、特に演歌に親しむ機会が多かった。
- 3歳の頃、ちびっこのど自慢大会に出場し、漠然と歌手への夢とあこがれをもつようになった。
- 高校を卒業後すぐ、地元の「森林公園ゴルフ倶楽部」のフロントに2年間勤務していた[2]。
- しかし、歌手になる夢をあきらめることなく、歌手オーディションに応募。前述の通り、ウイングジャパン・里村龍一主催の「里村龍一杯」に出場し、スカウトされ弟子入り。
- ボイストレーニングを重ねた上で、2007年『椿宿／ヨカヨ屋久島』をインディーズ発売。その後、2009年8月に『ふたり川／面影のひと』で全国デビュー
- ステージでの歌唱は演歌を中心に歌うが、歌謡曲、ポップス、アニメソングにいたるまでレパートリーは幅広い。
- 地元埼玉よりもむしろ父親の故郷である屋久島で有名である。島内いたるところに広告ポスターが貼られ旗（幟）が立てられている。
- 島内の鮮魚店の訪問販売カーが、現在発売中の4曲を流して現在も走っている。
- 屋久島の老人ホームへの慰問、お祭りなどに頻繁に出演している[3]。
- チャームポイント：笑顔と明るさ、たまに「天然（ボケ）」と言われる[1]
- 渋谷駅にあるハチ公口を勘違いし、地元埼玉を走る八高線が渋谷を通っているとずっと思っていた、というエピソードがある[4]。
- 趣味は、カラオケ[5]、手打ちうどんをつくること[6]、ゴルフ、香水・アクセサリー・キャラクターグッズを集めること（特に、となりのトトロ、Duffyが好き）。

## ディスコグラフィ

### シングル
| No. | タイトル     | 発売日     | 作詞       | 作曲       | 編曲       |
| --- | ------------ | ---------- | ---------- | ---------- | ---------- |
| 1   | 椿宿         | 2007.01.01 | 石本美由起 | 岡 千秋    | 斉藤恒夫   |
| C/W | ヨカヨ屋久島 | 2007.01.01 | 小野博文   | 星野麻衣子 | 矢田部正   |
| 2   | ふたり川     | 2009.08.05 | 里村龍一   | 岡 千秋    | 伊戸のりお |
| C/W | 面影のひと   | 2009.08.05 | はんば新一 | 星野麻衣子 | 矢田部正   |

### テレビ出演
- 2010年10月15日　テレビ埼玉「ミュージックパーク」

### ラジオ出演
- 2009年9月29日　NHKラジオ第一「歌の散歩道」[1]
- 2010年12月19日　NHKラジオ第一日曜バラエティー
- 2011年8月3日　NHKラジオ第一「きらめき歌謡ライブ」

### その他
- 2010年1月　上屋久の宮之浦、下屋久の安房にてソロコンサート「西田梨沙歌謡ショー」開催
- 2010年7月9日　NetLive「I LOVE みどりんご」出演
- 2010年9月3日　NetLive「I LOVE みどりんご」出演
- 2010年11月5日　NetLive「I LOVE みどりんご」 出演
- 2011年1月7日　NetLive「I LOVE みどりんご」出演
- 2011年3月31日　NetLive「I LOVE みどりんご」出演
- 2011年6月22日　NetLive「I LOVE みどりんご」出演
- 2011年7月15日　NetLive「I LOVE みどりんご」出演
- 2011年12月19日　NetLive「I LOVE みどりんご」出演